# Llorenç Villalonga
Pour les articles homonymes, voir Villalonga (homonymie) et Llorenç.
Llorenç Villalonga i Pons (en espagnol Lorenzo Villalonga) (Palma de Majorque, 1897 - ibidem, 1980), est un écrivain majorquin de langues catalane et castillane.

## Biographie
Il acquiert sa renommée littéraire entre les années 1950 et 1960, avec des œuvres comme la pièce de théâtre El lledoner de la clastra (1958) ou le roman Bearn o la sala de las muñecas (1956), notamment sa traduction en catalan (Bearn o la sala de les nines, 1961),.

## Œuvre

### Roman
- Mort de dama, 1931
- Bearn o la sala de las muñecas, (version espagnole de l'original catalan alors inédit)[4] 1956
- La novel·la de Palmira, 1952
- Bearn o La sala de les nines, 1961 (la version complète ne fut publiée qu'en 1966)
- La gran batuda, 1968
- Desenllaç a Montlleó, , 1963
- L'hereva de Donya Obdúlia, 1964
- Les fures, 1967
- El misantrop, 1972
- Andrea Víctrix, 1973

### Théâtre
- Fedra, 1932
- Faust, 1956
- Aquil·les o l'impossible, 1964
- Els desbarats, 1965
- Un estiu a Mallorca, 1975